# SV Gmunden
Der Sportverein Gmunden wurde 1921 gegründet. Er spielt seit der Saison 2019/20 in der fünftklassigen Landesliga West.

## Stadion
Die Heimspiele des SV Gmunden werden in der LSP Arena ausgetragen. Im Jahr 2010 wurde der Rasen in einen Kunstrasen umgewandelt, der auch im Winter genutzt werden kann bzw. in den Wintermonaten gemietet werden kann. Die Größe des Spielfelds beträgt 101 × 66 Meter und im Platz ist eine automatische Bewässerungsanlage eingebaut.

## Tabellenplatzierungen
In der Saison 2013/14 belegte der SV Gmunden den 15. Tabellenrang in der OÖ Liga (4. Leistungsstufe), womit man in der Relegation gegen den Abstieg spielen musste. In der Relegation setzte man sich gegen die SK Admira Linz mit einem Gesamtscore von 4:3 durch und verblieb somit in der OÖ Liga (4. Leistungsstufe). In der darauffolgenden Saison konnten sich die Gmundner den vierten Tabellenplatz in der OÖ Liga sichern. Die Saison 2015/16 wurde auf dem 12. Platz beendet. In der Saison 2016/17 belegte der SV Gmunden den 3. Tabellenrang gefolgt vom 9. Platz in der Saison 2017/18. Am Ende der Saison 2018/19 belegte die Mannschaft den 15. Tabellenrang und stieg in die Landesliga West (5. Leistungsstufe) ab. Die Saison 2019/20 in der Landesliga wurde auf dem 5. Tabellenrang beendet. Die Saison 2020/21 wurde nach dem 12. Spiel der Gmundner abgebrochen (6. Tabellenplatz). In der folgenden Saison wurde der 6. Tabellenplatz belegt (Saison 2021/22 in der Landesliga West). 
Die Saison 2022/23 in der Landesliga West wurde auf dem 5. Tabellenplatz mit 49 Punkten beendet (14 Siege, 7 Unentschieden und 7 Niederlagen bei einem Torverhältnis von 43:24 (+19)). Der SV Gmunden hat in der Saison 2023/24 in der Landesliga West die Meisterschaft mit 75 Punkten nach 28 Spielen beendet (24 Siege, 3 Unentschieden und 1 Niederlage bei einem Torverhältnis von 90:16 (+74)).